# Julie d'Angennes
Julie Lucine d’Angennes, dite l’incomparable Julie, née à Paris en 1607 et morte le 15 novembre 1671, était l’aînée des sept enfants du marquis de Rambouillet et de Catherine de Vivonne.

## Biographie
Julie d’Angennes grandit dans un milieu où ses parents reçoivent tous les grands noms de l’époque à l’hôtel de Rambouillet. Célèbre à la fois par sa beauté ainsi que par la pénétration et la délicatesse de son esprit, sous le nom de Princesse Julée, elle était un des principaux ornements de l’illustre hôtel de Rambouillet et était pour les habitués de la Chambre bleue le pendant de la marquise sa mère, la sage Arthénice. Dans le Grand Cyrus de Mlle de Scudéry, la marquise de Rambouillet est désignée par le nom de Cléomire, tandis que Julie est Philonide.
Sa beauté, son mérite, et la protection qu’elle accorda aux gens de lettres lui donnèrent une grande célébrité. Elle avait l’âme forte et généreuse et se signala dans sa famille par des actes de dévouement, s’occupant, en particulier, de son jeune frère, le vidame du Mans, atteint de la peste dont il mourut en 1631, à l’âge de sept ans. Elle avait le goût du théâtre et joua même la tragédie dans son hôtel particulier. Dans les lettres, elle est surtout connue par l’abondance de vers et de prose qu’elle a inspirés, en particulier la Guirlande de Julie.
En 1641, elle reçoit de la part de son futur époux, Charles de Sainte-Maure, baron de Montausier, la Guirlande de Julie, un recueil de 62 madrigaux composés par quelque dix-neuf grands noms de la poésie de l’époque, dont : Corneille (peut-être), Desmarets, Antoine Gombaud, Malleville, Georges de Scudéry… et Montausier lui-même. Le recueil fut réalisé par le célèbre maître écrivain et calligraphe Nicolas Jarry. Chaque madrigal avait pour sujet une fleur, illustrant une qualité de Julie, chacune magnifiquement peinte par Nicolas Robert en regard. L’ouvrage fut relié de manière splendide, par Le Gascon, relieur célèbre, et orné en dehors et en dedans du chiffre entrelacé de J. L. (Julie-Lucine). Montausier en fit faire deux exemplaires pareils, et chacun fut enfermé dans un sac de peau d’Espagne. À son réveil, Julie trouva ce présent sur sa toilette.
Julie d’Angennes finit par épouser son soupirant le 13 juillet 1645 (le mariage est célébré au château de Rueil-Malmaison, propriété de Marie-Madeleine de Vignerot d'Aiguillon, par Antoine Godeau, évêque de Grasse, habitué de l'Hôtel de Rambouillet). En 1661, elle devint gouvernante des enfants de France et dame d’honneur de la reine Marie-Thérèse. Les mémoires du temps lui reprochent ses complaisances pour les maîtresses de Louis XIV, notamment Mme de Montespan,,.
Julie d’Angennes eut une fille de son mariage avec le duc de Montausier. Celle-ci, Marie-Julie de Sainte-Maure, épousa en 1664 le duc d’Uzès, Emmanuel II de Crussol. À la mort du duc de Montausier, Marie-Julie de Sainte-Maure hérita de ses terres charentaises.
Madeleine de Scudéry a peint Julie d’Angennes dans son roman Artamène ou le Grand Cyrus sous le nom de Philonide. Esprit Fléchier a composé son éloge funèbre.